# Concerto per violino e orchestra n. 7
Il concerto per violino e orchestra n. 7 in Re maggiore K 271a (K 271i nella sesta edizione del Catalogo Köchel) è una composizione di Wolfgang Amadeus Mozart, probabilmente scritta nel 1777. Poiché il manoscritto originale è andato perduto, sono stati posti dubbi sulla sua autenticità.
La composizione è spesso denominata Concerto Kolb. Non si sa con esattezza chi fosse realmente Kolb; si è ipotizzato inizialmente Franz Xaver Kolb, probabile violinista dilettante, ma poiché Leopold Mozart affermò di non aver mai sentito Kolb suonare il violino, forse si trattava di suo figlio maggiore Johann Andreas.

## Origine della composizione
Allo stato attuale delle conoscenze, per questo Concerto gli studiosi attribuiscono la realizzazione a Mozart, ma il materiale originale è stato organizzato e probabilmente modificato, da altre mani, intervenute molto tempo dopo.
La partitura autografa del Concerto apparteneva al direttore d'orchestra François-Antoine Habeneck che affermò, in una lettera del 1837, che sul manoscritto vi era scritto solo: "Concerto per violino di W. A. Mozart, Salisburgo, lì 16 di luglio 1777" Si ha poi notizia du un ritrovamento del 1878 presso la Kõnigliche Bibliothek in una copia vergata di proprio pugno da Aloys Fuchs, collezionista di rarità mozartiane. L'intestazione recava il titolo "Concerto per violino di Wolfango Amadeo Mozart - Salisburgo, 16 luglio 1777". Tuttavia proprio l'autorevolezza di Fuchs lascia alcuni dubbi sull'autenticità della composizione, in quanto il manoscritto non reca la dicitura "ripreso dall'originale".
Nel 1907 venne trovata tra le carte del violinista francese Pierre-Marie Baillot una seconda copia, pressoché identica a quella di Fuchs, realizzata dal suo allievo Eugène Sauzy sulla base del manoscritto originale, oggi perduto, già di proprietà di François-Antoine Habeneck. In questo stesso anno la copia di Fuchs venne fatta pubblicare dal musicologo Albert Kopfermann.
Oggi si pensa che ambedue le copie siano musica di Wolfgang Amadeus Mozart, ma con ampi rimaneggiamenti. Il musicologo Robert David Levin rilevò che in un frammento di carta facente parte della copia di Sauzay, sia l'elenco sia l'ordine degli strumenti erano precisamente uguali a quelli dei concerti per violino autentici di Mozart. Secondo altri studiosi alcuni passaggi non corrispondono allo stile del compositore e in particolare il musicologo Hermann Abert ha ipotizzato che le modifiche siano opera dello stesso Baillot che avrebbe ritoccato la parte solista allo scopo di esaltare la tecnica del violino mediante salti di decima e un uso delle posizioni estreme.
A detta di alcuni studiosi nel complesso il concerto manca a tratti di quel lirismo, quella luminosità e quello spirito brillante che costituiscono una caratteristica saliente della musica mozartiana; Friedrich Blume conferma invece la totale originalità della composizione, affermando che nemmeno un passaggio del lavoro può dare adito a dubbi.

## Struttura e analisi
1. Allegro maestoso (Re maggiore)
2. Andante (Sol maggiore)
3. Rondò. Allegro (Re maggiore)

Il primo movimento Allegro maestoso è basato su tre temi, il secondo dei quali contiene importanti novità stilistiche che saranno proprie del romanticismo del primo Ottocento. Il tema principale, anche se non ha la solita ampiezza degli altri concerti mozartiani, è comunque molto gradevole e fluido; nella ripresa l'orchestra interviene prima che il violino abbia finito di enunciare il tema rendendo in tal modo un po' ansante l'esecuzione da parte del solista.
Nell'Andante il procedimento è rovesciato e sarà il violino ad imporsi, prima che l'orchestra abbia concluso l'esposizione. Il violino solista riprende la parte melodica con molta grazia accompagnato e valorizzato dal pizzicato degli archi.
Il Rondò finale è un movimento di grande vivacità che presenta passaggi che rispecchiano decisamente lo stile mozartiano; la caratteristica briosa del movimento è in sintonia con il virtuosismo del violino solista che presenta anche alcuni passaggi al registro sovracuto dello strumento; però, per esaltare l'abilità del concertista, si tende a mettere in secondo piano la linea melodica del brano.

## Organico
Violino solista; orchestra composta da: due oboi, due corni, archi (violini primi e secondi, viole, violoncelli, contrabbassi).